# Cotoneaster
Cotoneaster là một chi thực vật có hoa trong họ Hoa hồng.

## Một số loài
| - Cotoneaster acuminatus Lindl. - Cotoneaster acutifolius Turcz. - Peking cotoneaster - Cotoneaster acutiusculus Pojark. - Cotoneaster adpressus Bois - creeping cotoneaster - Cotoneaster aestivalis (Walter) Wenz. - Cotoneaster affinis Lindl. - purpleberry cotoneaster - Cotoneaster afghanicus G.Klotz - Cotoneaster aitchisoni C.K.Schneid. - Cotoneaster alashanensis J.Fryer & B.Hylmö - Cotoneaster alatavicus Popov - Cotoneaster alaunicus Golitsin - Cotoneaster albokermesinus J.Fryer & B.Hylmö - Cotoneaster allanderi J.Fryer - Cotoneaster allochrous Pojark. - Cotoneaster altaicus J.Fryer & B.Hylmö - Cotoneaster ambiguus Rehder & E.H.Wilson - Cotoneaster amoenus E.H.Wilson - beautiful cotoneaster - Cotoneaster amphigenus Chaten. - Cotoneaster annapurnae J.Fryer & B.Hylmö - Cotoneaster angustifolius Franch. - Cotoneaster angustus (T.T.Yu) G.Klotz - Cotoneaster antoninae Juz. & N.I.Orlova - Cotoneaster apiculatus Rehder & E.H.Wilson - cranberry cotoneaster hoặc apiculate cotoneaster - Cotoneaster applanatus Duthie ex J.H.Veitch - Cotoneaster arborescens Zabel. - Cotoneaster arbusculus G.Klotz - Cotoneaster argenteus G.Klotz - Cotoneaster armenus Pojark. - Cotoneaster arvernensis Gand. - Cotoneaster ascendens Flinck & B.Hylmö - ascending cotoneaster - Cotoneaster assadii Khat. - Cotoneaster assamensis G.Klotz - Cotoneaster astrophoros J.Fryer & E.C.Nelson - starry cotoneaster - Cotoneaster ataensis J.Fryer & B.Hylmö - Cotoneaster atlanticus G.Klotz - Cotoneaster atropurpureus Flinck & B.Hylmö - purple-flowered cotoneaster - Cotoneaster atrovirens J.Fryer & B.Hylmö - Cotoneaster atuntzensis J.Fryer & B.Hylmö - Cotoneaster auranticus J.Fryer & B.Hylmö - Cotoneaster bacillaris Wall. ex Lindl. - open-fruited cotoneaster - Cotoneaster baenitzii Pax - Cotoneaster bakeri G.Klotz - Cotoneaster balticus J.Fryer & B.Hylmö - Cotoneaster bilokonii Grevtsova - Cotoneaster bisramianus G.Klotz - Cotoneaster bitahaiensis J.Fryer & B.Hylmö - Cotoneaster blinii H.Lév. - Cotoneaster bodinieri H.Lév. - Cotoneaster boisianus G.Klotz - Bois's cotoneaster - Cotoneaster borealichinensis (Hurus.) Hurus. - Cotoneaster borealis Petz. & G.Kirchn. - Cotoneaster brachypodus Pojark. ex Zakirov - Cotoneaster bradyi E.C.Nelson J.Fryer - Brady's cotoneaster - Cotoneaster brandisii G.Klotz - Cotoneaster brevirameus Rehder & Wilson - Cotoneaster brickelli J.Fryer & B.Hylmö - Cotoneaster browiczii J.Fryer & B.Hylmö - Cotoneaster bullatus Bois - hollyberry cotoneaster - Cotoneaster bumthangensis J.Fryer & B.Hylmö - Cotoneaster burmanicus G.Klotz - Cotoneaster buxifolius Wall. ex Lindl. - box-leaved cotoneaster - Cotoneaster californicus A.Murray bis - Cotoneaster calocarpus (Rehder & E.H.Wilson) Flinck & B.Hylmö - Sikang cotoneaster - Cotoneaster cambricus J.Fryer & B.Hylmö - wild cotoneaster - Cotoneaster camilli-schneideri Pojark. - Cotoneaster campanulatus J.Fryer & B.Hylmö - Cotoneaster canescens Vestergr. ex B.Hylmö - Cotoneaster capsicinus J.Fryer & B.Hylmö - Cotoneaster cardinalis J.Fryer & B.Hylmö - Cotoneaster cashmiriensis G.Klotz - Kashmir cotoneaster - Cotoneaster cavei G.Klotz - Cotoneaster chaffanjonii H.Lév. - Cotoneaster chailaricus (G.Klotz) Flinck & B.Hylmö - Cotoneaster chengkangensis T.T.Yu - Cotoneaster chrysobotrys Hand. - Mazz. - Cotoneaster chulingensis J.Fryer & B.Hylmö - Cotoneaster chungtiensis J.Fryer & B.Hylmö - Cotoneaster cinerascens (Rehder) Flinck & B.Hylmö - Cotoneaster cinnabarinus Juz. - Cotoneaster coadunatus J.Fryer & B.Hylmö - Cotoneaster coccineus Steud. - Cotoneaster cochleatus (Franch.) G.Klotz - Yunnan cotoneaster - Cotoneaster commixtus (C.K.Schneid.) Flinck & B.Hylmö - Cotoneaster comptus Lem. - Cotoneaster confusus G.Klotz - Cotoneaster congestus Baker - congested cotoneaster - Cotoneaster conspicuus C.Marquand - Tibetan cotoneaster - Cotoneaster convexus J.Fryer & B.Hylmö - Cotoneaster cooperi C.Marquand - Cooper's cotoneaster - Cotoneaster cordatus Focke - Cotoneaster cordifolioides G.Klotz - Cotoneaster cordifolius G.Klotz - Cotoneaster coreanus H.Lév. - Cotoneaster coriaceus Franch. - Cotoneaster cornifolius Rehder & E.H.Wilson - Cotoneaster cossineus Steud. - Cotoneaster crenulatus (D.Don) K.Koch - Cotoneaster creticus J.Fryer & B.Hylmö - Cotoneaster crispii Exell - Cotoneaster cuilus Lee ex K.Koch - Cotoneaster cuspidatus C.Marquand ex J.Fryer - Cotoneaster daliensis J.Fryer & B.Hylmö - Cotoneaster dammeri C.K.Schneid. - bearberry cotoneaster - Cotoneaster daralagesicus Grevtsova - Cotoneaster davidianus hort. ex Dippel - Cotoneaster decandrus J.Fryer & B.Hylmö - Cotoneaster declinatus J.Fryer & B.Hylmö - Cotoneaster degenensis J.Fryer & B.Hylmö - Cotoneaster delavayanus G.Klotz - Cotoneaster delphinensis Chatenier - Cotoneaster denticulatus Kunth - Cotoneaster dielsianus E.Pritz. ex Diels - Diels' cotoneaster - Cotoneaster difficilis G.Klotz - Cotoneaster discolor Pojark. - Cotoneaster dissimilis G.Klotz - Cotoneaster distichus Lange - Cotoneaster divaricatus Rehder & E.H.Wilson - spreading cotoneaster - Cotoneaster dojamensis J.Fryer & B.Hylmö - Cotoneaster dokeriensis G.Klotz - Cotoneaster drogochius J.Fryer & B.Hylmö - Cotoneaster duthieanus (C.K.Schneid.) G.Klotz - Cotoneaster elatus G.Klotz - Cotoneaster elegans (Rehder & E.H.Wilson) Flinck & B.Hylmö - Cotoneaster ellipticus (Lindl.) Loudon - Lindley's cotoneaster - Cotoneaster emarginatus hort. ex K.Koch - Cotoneaster emeiensis J.Fryer & B.Hylmö - Cotoneaster encavei J.Fryer & B.Hylmö - Cotoneaster eriocarpus hort. - Cotoneaster erratus J.Fryer & B.Hylmö - Cotoneaster erzincanicus J.Fryer - Cotoneaster esfandiarii Khat. - Cotoneaster esquirolii H.Lév. - Cotoneaster estonicus J.Fryer & B.Hylmö - Cotoneaster falconeri G.Klotz - Cotoneaster fangianus T.T.Yu - Fang's cotoneaster - Cotoneaster farreri Klotzsch - Cotoneaster fastigiatus J.Fryer & B.Hylmö - Cotoneaster favargeri J.Fryer & B.Hylmö - Cotoneaster fletcheri G.Klotz - Cotoneaster flinckii J.Fryer & B.Hylmö - Cotoneaster floccosus (Rehder & E.H.Wilson) Flinck & B.Hylmö - Cotoneaster floridus J.Fryer & B.Hylmö - Cotoneaster fontanesii Grossh. - Cotoneaster formosanus Hayata - Cotoneaster forrestii G.Klotz - Cotoneaster fortunei Wenz. - Cotoneaster foveolatus Rehder & E.H.Wilson - Cotoneaster franchetii Bois - Franchet's cotoneaster hoặc orange cotoneaster - Cotoneaster frigidus Wall. ex Lindl. - tree cotoneaster - Cotoneaster froebelii Vilm. - Cotoneaster fruticosus J.Fryer & B.Hylmö - Cotoneaster fulvidus (W.W.Sm.) G.Klotz - Cotoneaster gamblei G.Klotz - Cotoneaster ganghobaensis J.Fryer & B.Hylmö - Cotoneaster garhwalensis G.Klotz - Cotoneaster genitianus Hurus. ex Nakai - Cotoneaster gesneri Kirschl. | - Cotoneaster gilgitensis G.Klotz - Cotoneaster girardii Flinck & B.Hylmö ex G.Klotz - Cotoneaster glabratus Rehder & E.H.Wilson - glabrous cotoneaster - Cotoneaster glacialis (Hook.f. ex Wenz.) Panigrahi & Arv.Kumar - Cotoneaster glaucophyllus Franch. - glaucous cotoneaster - Cotoneaster globosus (Hurus.) G.Klotz - Cotoneaster glomerulatus W.W.Sm. - Cotoneaster goloskokovii Pojark. - Cotoneaster gonggashanensis J.Fryer & B.Hylmö - Cotoneaster gotlandicus B.Hylmö - Cotoneaster gracilis Rehder & E.H.Wilson - Cotoneaster grammontii hort. ex K.Koch - Cotoneaster granatensis Boiss - Cotoneaster griffithii G.Klotz - Cotoneaster guanmenensis J.Fryer - Cotoneaster handel-mazzettii G.Klotz - Cotoneaster harrovianus E.H.Wilson - Cotoneaster harrysmithii Flinck & B.Hylmö - Cotoneaster hebephyllus Diels - Cotoneaster hedegaardii J.Fryer & B.Hylmö - Cotoneaster henryanus (C.K.Schneid.) Rehder & E.H.Wilson - Henry's cotoneaster - Cotoneaster hersianus J.Fryer & B.Hylmö - Cotoneaster heterophyllus J.Fryer - Cotoneaster hicksii J.Fryer & B.Hylmö - Cotoneaster himaleiensis hort. ex Zabel - Cotoneaster himalayensis hort. ex Lavallee - Cotoneaster hissaricus Pojark. - circular-leaved cotoneaster - Cotoneaster hjelmqvistii Flinck & B.Hylmö - Hjelmqvist's cotoneaster - Cotoneaster hodjingensis G.Klotz - Cotoneaster hookeri hort. ex Zabel - Cotoneaster hookerianus hort. ex Lavallee - Cotoneaster horizontalis Decne. - wall cotoneaster hoặc rock cotoneaster - Cotoneaster hsingshangensis J.Fryer & B.Hylmö - Hsing-Shan cotoneaster - Cotoneaster hualiensis J.Fryer & B.Hylmö - Cotoneaster humifusus Duthie ex J.H.Veitch - Cotoneaster humilis Donn - Cotoneaster hummelii J.Fryer & B.Hylmö - Hummel's cotoneaster - Cotoneaster hunanensis J.Fryer & B.Hylmö - Cotoneaster hupehensis Rehder & E.H.Wilson - Hupeh cotoneaster - Cotoneaster hurusawaianus G.Klotz - Hurusawa's cotoneaster - Cotoneaster hylanderi B.Hylmö & J.Fryer - Cotoneaster hymalaicus Carriere - Cotoneaster hylmoei Flinck & J.Fryer - Hylmö's cotoneaster - Cotoneaster hypocarpus J.Fryer & B.Hylmö - Cotoneaster ichangensis G.Klotz - Cotoneaster ignavus E.L.Wolf - Cotoneaster ignescens J.Fryer & B.Hylmö - firebird cotoneaster - Cotoneaster ignotus G.Klotz - black-grape cotoneaster - Cotoneaster improvisus Klotzsch - Cotoneaster incanus (W.W.Sm.) G.Klotz - Cotoneaster induratus J.Fryer & B.Hylmö - hardy cotoneaster - Cotoneaster inexspectus G.Klotz - Cotoneaster insculptus Diels - engraved cotoneaster - Cotoneaster insignis Pojark. - Cotoneaster insignoides J.Fryer & B.Hylmö - Cotoneaster insolitus G.Klotz - Cotoneaster integerrimus Medik. - Cotoneaster integrifolius (Roxb.) G.Klotz - entire-leaved cotoneaster - Cotoneaster intermedius (Lecoq. & Lamotte) H.J.Coste - Cotoneaster japonicus hort. ex Dippel - Cotoneaster juranus Gand. - Cotoneaster kaganensis G.Klotz - Cotoneaster kamaoensis G.Klotz - Cotoneaster kangtinensis G.Klotz - Cotoneaster kansuensis G.Klotz - Cotoneaster karatavicus Pojark. - Cotoneaster karelicus J.Fryer & B.Hylmö - Cotoneaster kaschkarovii Pojark. - Cotoneaster kerstanii G.Klotz - Cotoneaster khasiensis G.Klotz - Cotoneaster kingdonii J.Fryer & B.Hylmö - Cotoneaster kirgizicus Grevtsova - Cotoneaster kitaibelii J.Fryer & B.Hylmö - Cotoneaster klotzii J.Fryer & B.Hylmö - Cotoneaster koizumii Hayata - Cotoneaster kongboensis G.Klotz - Cotoneaster konishii Hayata - Cotoneaster kotschyi (C.K.Schneid.) G.Klotz - Cotoneaster krasnovii Pojark. - Cotoneaster kullensis B.Hylmö - Cotoneaster kweitschoviensis G.Klotz - Cotoneaster lacei Klotzsch - Cotoneaster lacteus W.W.Sm. - milkflower cotoneaster hoặc late cotoneaster - Cotoneaster laetevirens (Rehder & E.H.Wilson) G.Klotz - Cotoneaster laevis hort. ex Steud. - Cotoneaster lambertii G.Klotz - Cotoneaster lamprofolius J.Fryer & B.Hylmö - Cotoneaster lanatus hort. ex Regel - Cotoneaster lancasteri J.Fryer & B.Hylmö - Cotoneaster langei G.Klotz - Cotoneaster langtangensis B.Hylmö - Cotoneaster lanshanensis J.Fryer & B.Hylmö - Cotoneaster latifolius J.Fryer & B.Hylmö - Cotoneaster laxiflorus Jacq. ex Lindl. - Cotoneaster lesliei J.Fryer & B.Hylmö - Cotoneaster leveillei J.Fryer & B.Hylmö - Cotoneaster lidjiangensis G.Klotz - Lidjiang cotoneaster - Cotoneaster lindleyi Steud. - Cotoneaster linearifolius (G.Klotz) G.Klotz - Cotoneaster logginovae Grevtsova - Cotoneaster lomahunensis J.Fryer & B.Hylmö - Cotoneaster lucidus Schltdl. - hedge cotoneaster hoặc shiny cotoneaster - Cotoneaster ludlowii G.Klotz - Cotoneaster luristanicus G.Klotz - Cotoneaster macrocarpus J.Fryer & B.Hylmö - Cotoneaster magnificus J.Fryer & B.Hylmö - Cotoneaster mairei H.Lév. - Maire's cotoneaster - Cotoneaster majusculus (W.W.Sm.) G.Klotz - Cotoneaster marginatus (Loudon) Schltdl. - fringed cotoneaster - Cotoneaster marquandii G.Klotz - Cotoneaster marroninus J.Fryer & B.Hylmö - Cotoneaster mathonnetii Gand. - Cotoneaster matrensis Domokos - Cotoneaster megalocarpus Popov - Cotoneaster meiophyllus (W.W.Sm.) G.Klotz - Cotoneaster melanocarpus Lodd. - black-fruited cotoneaster hoặc black cotoneaster - Cotoneaster melanotrichus (Franch.) G.Klotz - Cotoneaster meuselii G.Klotz - Cotoneaster meyeri Pojark. - Cotoneaster microcarpus (Rehder & E.H.Wilson) Flinck & B.Hylmö - Cotoneaster microphyllus Wall. ex Lindl. - small-leaved cotoneaster hoặc rockspray cotoneaster - Cotoneaster milkedandai J.Fryer & B.Hylmö - Cotoneaster mingkwongensis G.Klotz - Cotoneaster miniatus (Rehder & E.H.Wilson) Flinck & B.Hylmö - Cotoneaster minimus J.Fryer & B.Hylmö - Cotoneaster minitomentellus J.Fryer & B.Hylmö - Cotoneaster minutus G.Klotz - Cotoneaster mirabilis G.Klotz & Krugel - Cotoneaster misturatus J.Fryer - Cotoneaster mongolicus Pojark. - Cotoneaster monopyrenus (W.W.Sm.) Flinck & B.Hylmö - one-stoned cotoneaster - Cotoneaster montanus Lange ex Dippel - Cotoneaster morrisonensis Hayata - Cotoneaster morulus Pojark. - Cotoneaster moupinensis Franch. - Moupin cotoneaster - Cotoneaster mucronatus Franch. - mucronate cotoneaster - Cotoneaster muliensis G.Klotz - Cotoneaster multiflorus Bunge - showy cotoneaster - Cotoneaster nagaensis G.Klotz - Cotoneaster nakai Hayata - Cotoneaster naninitens J.Fryer & B.Hylmö - Cotoneaster nanshan M.Vilm. ex Mottet - dwarf cotoneaster - Cotoneaster nantaouensis J.Fryer & B.Hylmö - Cotoneaster nanus (G.Klotz) G.Klotz - Cotoneaster narynensis Tkatsch. ex J.Fryer & B.Hylmö - Cotoneaster nebrodensis (Guss.) K.Koch - Cotoneaster nedoluzhkoi Tzvelev. - Cotoneaster nefedovii Galushko - Cotoneaster neo-antoninae A.N.Vassiljeva - Cotoneaster neopopovii Czerep. - Cotoneaster nepalensis hort. ex K.Koch - Cotoneaster nervosus Decne | - Cotoneaster nevadensis Boiss. ex Steud. - Cotoneaster newryensis Lemoine - Cotoneaster niger (Wahlenb.) Fries - Cotoneaster nitens Rehder & E.H.Wilson - few-flowered cotoneaster hoặc pinkblush cotoneaster - Cotoneaster nitidifolius Marquand - Cotoneaster nitidus Jacques - distichous cotoneaster - Cotoneaster nivalis (G.Klotz) G.Panigrahi & A.Kumar - Cotoneaster nohelii J.Fryer & B.Hylmö - Cotoneaster notabilis G.Klotz - Cotoneaster nudiflorus J.Fryer & B.Hylmö - Cotoneaster nummularioides Pojark. - Cotoneaster nummularius Fisch. & Mey. - Cotoneaster obovatus Osmaston - Cotoneaster obscurus Rehder & E.H.Wilson - bloodberry cotoneaster hoặc obscure cotoneaster - Cotoneaster obtusisepalus Gand. - Cotoneaster obtusus Wall. ex Lindl. - Cotoneaster oliganthus Pojark. - Cotoneaster oligocarpus C.K.Schneid. - Cotoneaster omissus J.Fryer & B.Hylmö - Cotoneaster orbicularis Schltdl. - Cotoneaster orientalis (Mill.) Borbas - Cotoneaster osmastonii G.Klotz - Cotoneaster ottoschwarzii G.Klotz - Cotoneaster ovatus Pojark. - Cotoneaster pangiensis G.Klotz - Cotoneaster pannosus Franch. - silverleaf cotoneaster - Cotoneaster paradoxus G.Klotz - Cotoneaster parkeri G.Klotz - Cotoneaster parkinsonii Panigrahi & Arv.Kumar - Cotoneaster parnassicus Boiss. & Heldr. - Cotoneaster parvifolius (Hook.f.) Panigrahi & Arv.Kumar - Cotoneaster peduncularis Boiss. - Cotoneaster pekinensis (Koehne) Zabel - Cotoneaster permutatus G.Klotz - Cotoneaster perpusillus (C.K.Schneid.) Flinck & B.Hylmö - slender cotoneaster - Cotoneaster poluninii G.Klotz - Cotoneaster procumbens G.Klotz - Cotoneaster prostratus Baker - procumbent cotoneaster - Cotoneaster przewalskii Pojark. - Cotoneaster pseudoambiguus J.Fryer & B.Hylmö - Kangting cotoneaster - Cotoneaster racemiflorus K.Koch - redbead cotoneaster hoặc rockspray cotoneaster - Cotoneaster radicans G.Klotz - rooting cotoneaster - Cotoneaster rehderi Pojark. - bullate cotoneaster - Cotoneaster reticulatus Rehder & E.H.Wilson - Cotoneaster rhytidophyllus Rehder & E.H.Wilson - Cotoneaster roseus Edgew. - Cotoneaster rotundifolius Wall. ex Lindl. - round-leaved cotoneaster - Cotoneaster rubens W.W.Sm. - Cotoneaster salicifolius Franch. - willow-leaved cotoneaster - Cotoneaster salwinensis G.Klotz - Cotoneaster sanbaensis J.Fryer - Cotoneaster sandakphuensis G.Klotz - Cotoneaster sanguineus T.T.Yu - Cotoneaster sargentii G.Klotz - Cotoneaster saxatilis Pojark. - Cotoneaster saxonicus B.Hylmö - Cotoneaster scandinavicus B.Hylmö - Cotoneaster schantungensis G.Klotz - Cotoneaster schlechtendalii G.Klotz - Cotoneaster schubertii G.Klotz - Cotoneaster serotinus Hutch. - Cotoneaster shannanensis J.Fryer & B.Hylmö - Shannan cotoneaster - Cotoneaster shansiensis J.Fryer & B.Hylmö - Cotoneaster sherriffii G.Klotz - Sherriff's cotoneaster - Cotoneaster sichuanensis Klotzsch - Cotoneaster sikangensis J.Fryer & B.Hylmö - Cotoneaster sikkimensis Mouill. - Cotoneaster silvestrei Pamp. - Cotoneaster simonsii Baker - Himalayan cotoneaster hoặc Simons' cotoneaster - Cotoneaster smithii G.Klotz - Cotoneaster soczavianus Pojark. - Cotoneaster soongoricus (Regel & Herder) Popov - Cotoneaster sordidus G.Klotz - Cotoneaster soulieanus G.Klotz - Cotoneaster spathulatus (Michx.) Wenz. - Cotoneaster splendens Flinck & B.Hylmö - showy cotoneaster - Cotoneaster spongbergii J.Fryer & B.Hylmö - Cotoneaster staintonii G.Klotz - Cotoneaster sternianus (Turrill) Boom - Stern's cotoneaster - Cotoneaster stracheyi Klotzsch - Cotoneaster strigosus G.Klotz - Cotoneaster suavis Pojark. - Cotoneaster subacutus Pojark. - Cotoneaster subadpressus T.T.Yu - Cotoneaster subalpinus G.Klotz - Cotoneaster submultiflorus Popov - Cotoneaster suboblongus Gand. - Cotoneaster subuniflorus (Kitam.) G.Klotz - Cotoneaster suecicus G.Klotz - Cotoneaster svenhedinii J.Fryer & B.Hylmö - Cotoneaster taitoensis Hayata - Cotoneaster taiwanensis J.Fryer & B.Hylmö - Cotoneaster takpoensis G.Klotz - Cotoneaster taksangensis J.Fryer & B.Hylmö - Cotoneaster talgaricus Popov - Cotoneaster tanpaensis J.Fryer & B.Hylmö - Cotoneaster taoensis G.Klotz - Cotoneaster tardiflorus J.Fryer & B.Hylmö - Cotoneaster tauricus Pojark. - Cotoneaster taylorii T.T.Yu - Cotoneaster tebbutus J.Fryer & B.Hylmö - Cotoneaster teijiashanensis J.Fryer & B.Hylmö - Cotoneaster tengyuehensis J.Fryer & B.Hylmö - Tengyueh cotoneaster - Cotoneaster tenuipes Rehder & E.H.Wilson - slender cotoneaster - Cotoneaster thimphuensis J.Fryer & B.Hylmö - Cotoneaster thymifolius Wall. ex Lindl. - thyme-leaved cotoneaster - Cotoneaster tibeticus G.Klotz - Cotoneaster tjuliniae Pojark. ex Peschkova - Cotoneaster tkatschenkoi Grovtsova - Cotoneaster tomentellus Pojark. - short-felted cotoneaster - Cotoneaster tomentosus Lindl. - woolly cotoneaster - Cotoneaster transcaucasicus Pojark. - Cotoneaster transens G.Klotz - Cotoneaster trinervis J.Fryer & B.Hylmö - Cotoneaster tsarongensis J.Fryer & B.Hylmö - Cotoneaster tumeticus Pojark. - Cotoneaster turbinatus Craib - Cotoneaster turcomanicus Pojark. - Cotoneaster tytthocarpus Pojark. - Cotoneaster undulatus J.Fryer & B.Hylmö - Cotoneaster uniflorus Bunge - Altai cotoneaster - Cotoneaster uralensis J.Fryer & B.Hylmö - Cotoneaster uva-ursi G.Don - Cotoneaster uva-ursinus (Lindl.) J.Fryer & B.Hylmö - Cotoneaster uzbezicus Grevtsova - Cotoneaster vandelaarii J.Fryer & B.Hylmö - Cotoneaster veitchii (Rehder & E.H.Wilson) G.Klotz - many-flowered cotoneaster - Cotoneaster vernae C.K.Schneid. - Cotoneaster verokotschyi J.Fryer & B.Hylmö - Cotoneaster verruculosus Diels - Cotoneaster vestitus (W.W.Sm.) Flinck & B.Hylmö - Cotoneaster victorianus J.Fryer & B.Hylmö - Cotoneaster villosulus (Rehder & E.H.Wilson) Flinck & B.Hylmö - Cotoneaster vilmorinianus G.Klotz - Vilmorin's cotoneaster - Cotoneaster virgatus G.Klotz - Cotoneaster vulgaris Hook.f. - Cotoneaster wallichianus G.Klotz - Cotoneaster wanbooyensis J.Fryer & B.Hylmö - Cotoneaster wardii W.W.Sm. - Ward's cotoneaster - Cotoneaster washanensis J.Fryer & B.Hylmö - Cotoneaster wattii G.Klotz - Cotoneaster wilsonii Nakai - Cotoneaster yakuticus J.Fryer & B.Hylmö - Cotoneaster yalungensis J.Fryer & B.Hylmö - Cotoneaster yuii J.Fryer & B.Hylmö - Cotoneaster yulingkongensis J.Fryer & B.Hylmö - Cotoneaster yulongensis J.Fryer & B.Hylmö - Cotoneaster zabelii C.K.Schneid. - cherryred cotoneaster hoặc Zabel's cotoneaster - Cotoneaster zaprjagaevae Grevtsova - Cotoneaster zayulensis G.Klotz - Cotoneaster zeilingskii B.Hylmö - Cotoneaster zeravschanicus Pojark. - Cotoneaster zimmermannii J.Fryer & B.Hylmö |

Sources:

## Hình ảnh

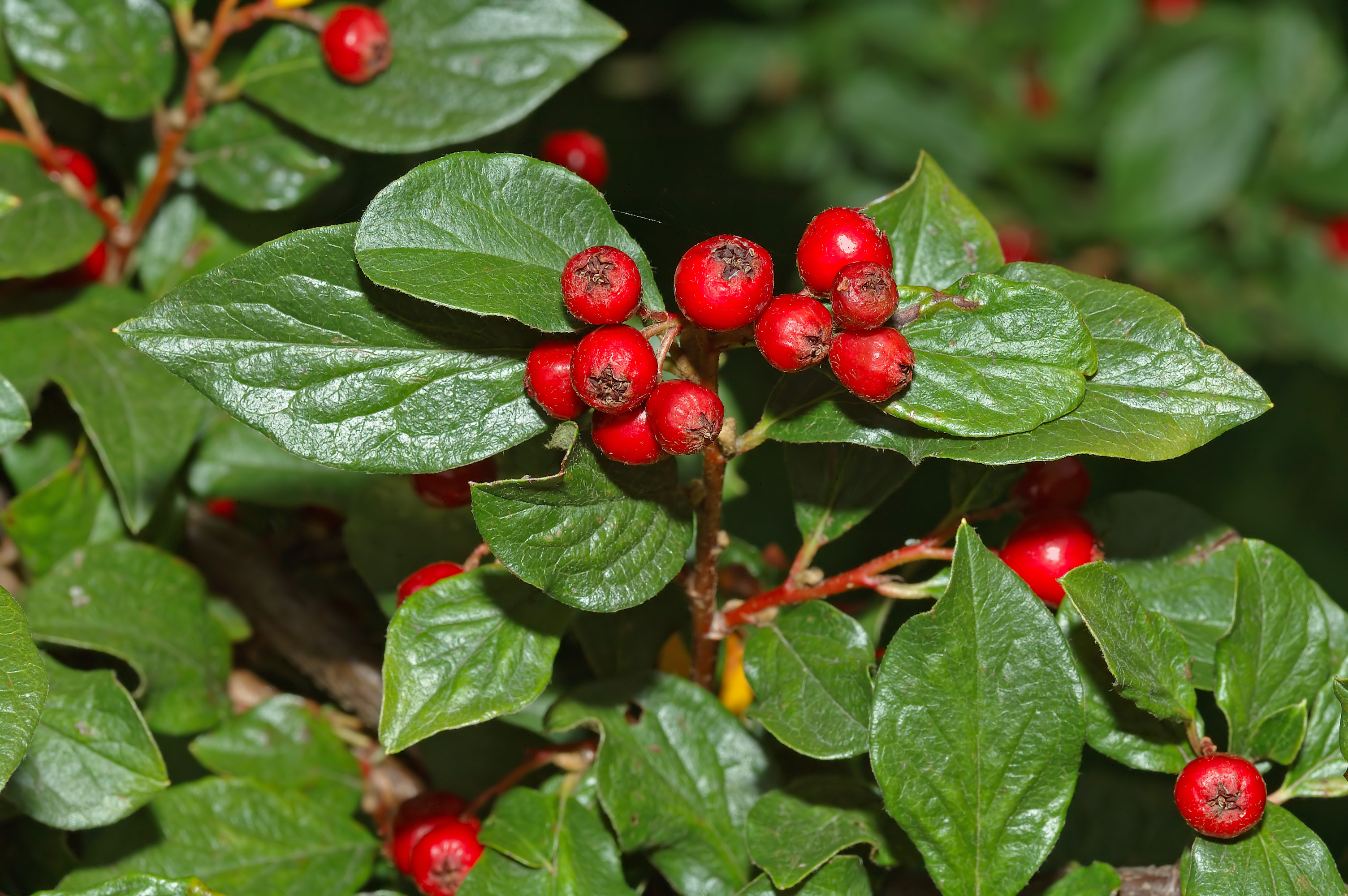
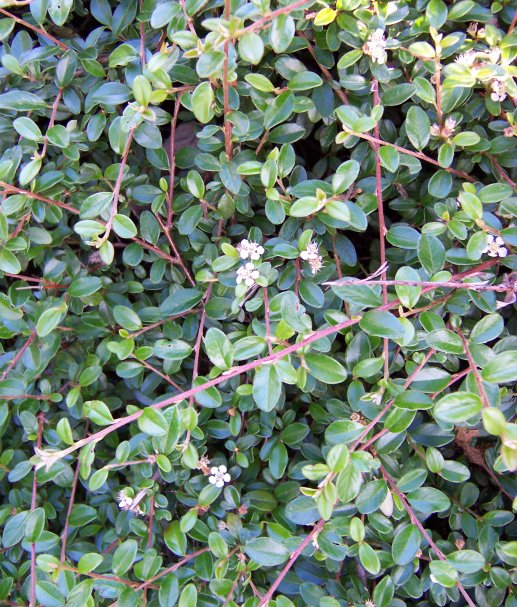
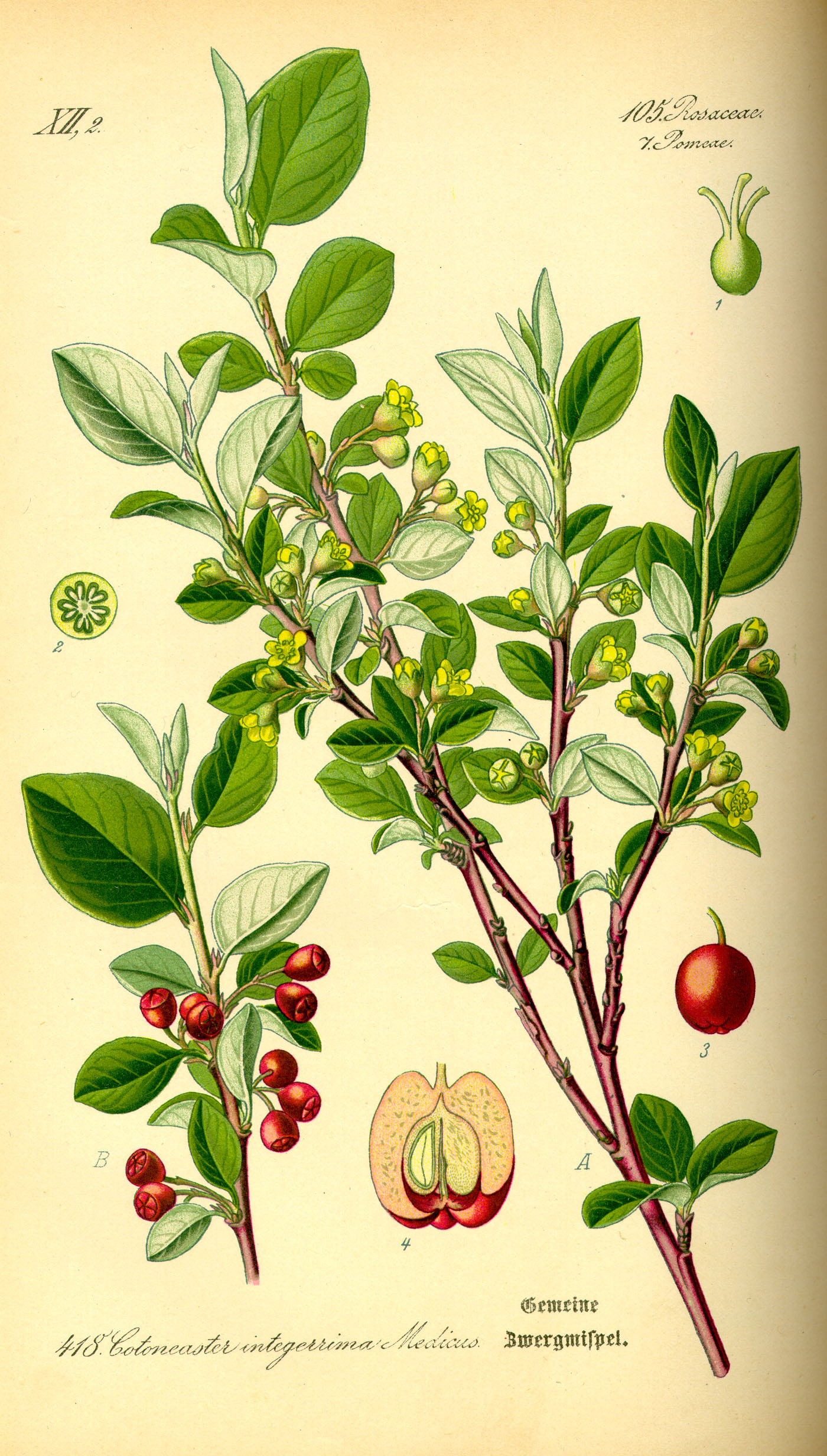
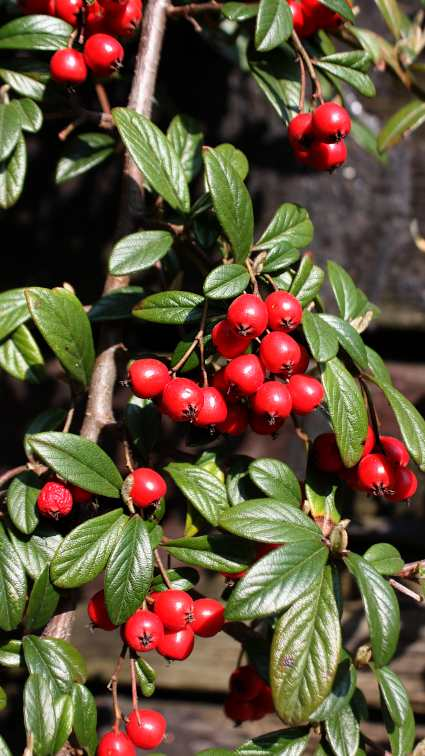